# PNMA3
PNMA3 (англ. Paraneoplastic Ma antigen 3) – білок, який кодується однойменним геном, розташованим у людей на довгому плечі X-хромосоми. Довжина поліпептидного ланцюга білка становить 463 амінокислот, а молекулярна маса — 52 404.
| 10         |  | 20         |  | 30         |  | 40         |  | 50         |
| ---------- |  | ---------- |  | ---------- |  | ---------- |  | ---------- |
| MPLTLLQDWC |  | RGEHLNTRRC |  | MLILGIPEDC |  | GEDEFEETLQ |  | EACRHLGRYR |
| VIGRMFRREE |  | NAQAILLELA |  | QDIDYALLPR |  | EIPGKGGPWE |  | VIVKPRNSDG |
| EFLNRLNRFL |  | EEERRTVSDM |  | NRVLGSDTNC |  | SAPRVTISPE |  | FWTWAQTLGA |
| AVQPLLEQML |  | YRELRVFSGN |  | TISIPGALAF |  | DAWLEHTTEM |  | LQMWQVPEGE |
| KRRRLMECLR |  | GPALQVVSGL |  | RASNASITVE |  | ECLAALQQVF |  | GPVESHKIAQ |
| VKLCKAYQEA |  | GEKVSSFVLR |  | LEPLLQRAVE |  | NNVVSRRNVN |  | QTRLKRVLSG |
| ATLPDKLRDK |  | LKLMKQRRKP |  | PGFLALVKLL |  | REEEEWEATL |  | GPDRESLEGL |
| EVAPRPPARI |  | TGVGAVPLPA |  | SGNSFDVRPS |  | QGYRRRRGRG |  | QHRRGGVARA |
| GSRGSRKRKR |  | HTFCYSCGED |  | GHIRVQCINP |  | SNLLLVKQKK |  | QAAVESGNGN |
| WAWDKSHPKS |  | KAK        |  |            |  |            |  |            |

A: Аланін

C: Цистеїн

D: Аспарагінова кислота

E: Глутамінова кислота

F: Фенілаланін

G: Гліцин

H: Гістидин

I: Ізолейцин

K: Лізин

L: Лейцин

M: Метіонін

N: Аспарагін

P: Пролін

Q: Глутамін

R: Аргінін

S: Серин

T: Треонін

V: Валін

W: Триптофан

Кодований геном білок за функцією належить до пухлинних антигенів. 
Задіяний у такому біологічному процесі, як альтернативний сплайсинг. 
Білок має сайт для зв'язування з іонами металів, іоном цинку. 
Локалізований у ядрі.